# علم نفس الفن

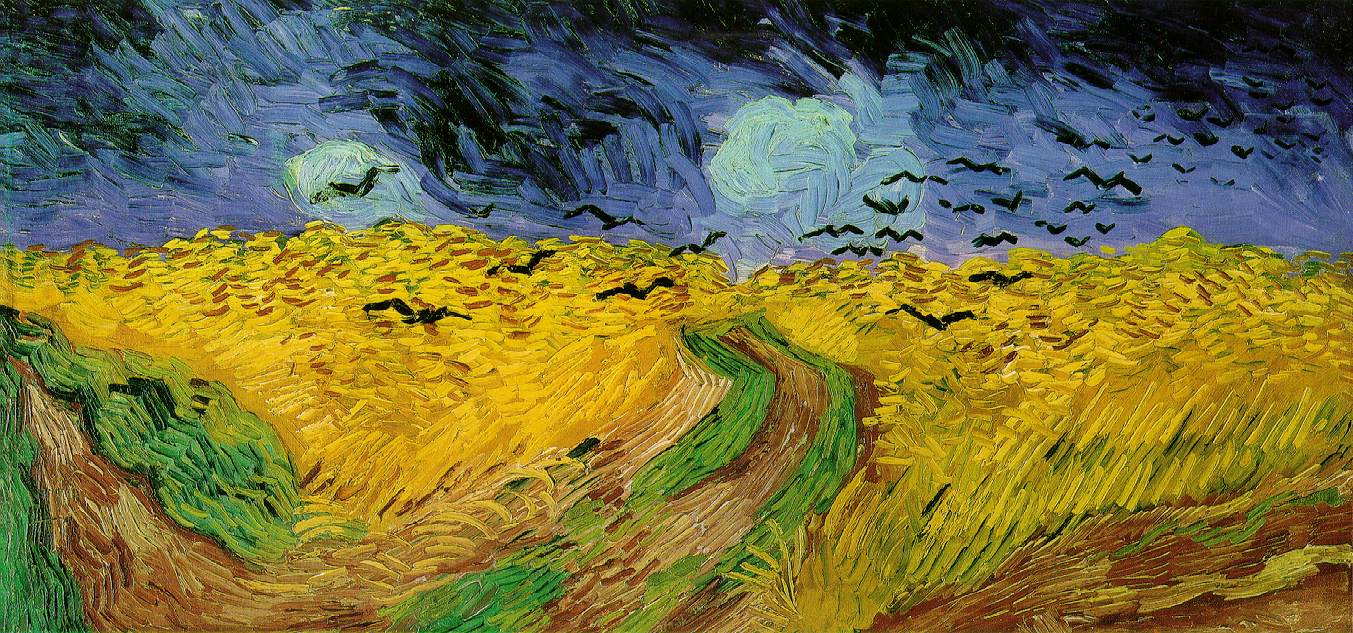
فنسنت فان جوخ ، يوليو 1890 ، ويتفيلد مع الغربان. إحساس حياة الفنان يقترب من نهايته.

علم نفس الفن هو مجال متعدد التخصصات يدرس الإدراك الحسي والمعرفة وخصائص الفن وإنتاجه. لاستخدام المواد الفنية كشكل من أشكال العلاج النفسي، راجع العلاج بالفن. يرتبط علم نفس الفن بعلم النفس المعماري وعلم النفس البيئي.
لعب عمل ثيودور لبس، وهو عالم نفسي وباحث في ميونيخ، دوراً مهمًا في التطوير المبكر لمفهوم علم النفس الفني في أوائل العقد من القرن العشرين. كان إسهامه الأكثر أهمية في هذا الصدد هو محاولته لنظرية مسألة التقمص العاطفي أو التقمص الوجداني (باللغة اللوكسمبرجية:Einfuehlung)، وهو المصطلح الذي كان من المفترض أن يصبح عنصراً أساسياً في العديد من نظريات علم النفس الفني اللاحقة.[بحاجة لمصدر]

## التجربة الجمالية
يعتبر الفن مجالًا شخصيًا، حيث يقوم الشخص بتكوين وعرض الأعمال الفنية بطرق فريدة تعكس خبرة الفرد ومعرفته وتفضيله وعواطفه. تشمل التجربة الجمالية العلاقة بين المشاهد والكائن الفني. بالنسبة للفنان، هناك ارتباط عاطفي يدفع تركيز الفن. يجب أن يكون الفنان متناسقًا تمامًا مع العنصر الفني من أجل إثراء إنشائه. مع تقدم القطعة الفنية أثناء العملية الإبداعية، يتطور الفنان أيضًا. إذا كان الفنان مرتبطًا عاطفيًا جدًا أو يفتقر إلى التوافق العاطفي مع عمل فني، فسيؤثر ذلك سلبًا على المنتج النهائي. وفقًا لبوسانكيه (1892)، فإن «الموقف الجمالي» مهم في عرض الفن لأنه يسمح للمرء أن ينظر إلى الكائن باهتمام لرؤية ما يوحي به. ومع ذلك، لا يثير الفن تجربة جمالية إلا إذا كان المشاهد مستعدًا ومفتوحًا لها. بغض النظر عن مدى إقناع الكائن، فإن الأمر متروك للناظر للسماح بوجود مثل هذه التجربة.
في نظر عالم النفس الغيشتالتي رودولف أرنهيم، تؤكد التجربة الجمالية للفن على العلاقة بين الكائن كله وأجزائه الفردية. وهو معروف على نطاق واسع بتركيزه على تجارب وتفسيرات العمل الفني، وكيف يقدم نظرة ثاقبة لحياة الناس. كان أقل اهتمامًا بالسياقات الثقافية والاجتماعية لتجربة إنشاء الأعمال الفنية وعرضها. في نظره، يعتبر الكائن ككل أقل تمحيصًا وانتقادًا من النظر في الجوانب المحددة لكيانه. يعكس العمل الفني «تجربة المرء» في حياته. اعتقد أرنهيم أن جميع العمليات النفسية لها صفات معرفية وعاطفية وتحفيزية، تنعكس في مؤلفات كل فنان. 

## التطبيقات
يمكن تطبيق الاكتشافات من سيكولوجية الفن على مختلف مجالات الدراسة الأخرى.  العملية الإبداعية للفنون تعطي قدرا كبيرا من البصيرة حول العقل. يمكن للمرء الحصول على معلومات حول أخلاقيات العمل، والتحفيز، والإلهام من عملية عمل الفنان. هذه الجوانب العامة يمكن أن تنتقل إلى مجالات أخرى من حياة الفرد. يمكن أن يكون لأخلاقيات العمل في الفن بشكل خاص تأثير كبير على الإنتاجية الإجمالية للفرد في أي مكان آخر. هناك إمكانية في أي نوع من العمل يشجع الإطار الجمالي للعقل. علاوة على ذلك، يتحدى الفن أي حدود محددة. وينطبق الشيء نفسه على أي عمل من هذا القبيل من ذوي الخبرة الجمالية. 
تطبيق علم نفس الفن في التعليم قد تحسن محو الأمية البصرية.

## الانتقادات
يمكن أن يكون علم نفس الفن مجالًا قابلاً للانتقاد لأسباب عديدة. لا يُعتبر الفن علمًا، لذا يمكن التدقيق في البحث للتأكد من دقته ونسبيته. هناك أيضًا قدر كبير من الانتقادات حول الأبحاث الفنية كعلم نفس لأنه يمكن اعتبارها ذاتية وليس موضوعية. إنها تجسد مشاعر الفنان بطريقة يمكن ملاحظتها، ويقوم الجمهور بتفسير العمل الفني بطرق متعددة. تختلف أهداف الفنان بشكل كبير عن أهداف العالم. يقصد العالم اقتراح نتيجة واحدة لمشكلة ما، بينما يُعنى الفنان بإعطاء تفسيرات متعددة للكائن. يتم إلهام الفنان من خلال خبراته وتصوراته ووجهات نظره للحركات الفنية العالمية مثل التعبيرية المعروفة بإطلاق الفنان للعواطف والتوتر والضغط والقوى الروحية الداخلية التي يتم نقلها إلى ظروف خارجية. يأتي الفن من داخل النفس، ويتم التعبير عنه في العالم الخارجي لترفيه الآخرين. يمكن للجميع أن يقدروا قطعة من العمل الفني لأنه يتحدث إلى كل فرد بطرق فريدة - وهنا يكمن نقد الذاتية.

## مقالات ذات صلة
- علم نفس الفيلم